# 함녕군
함녕군(諴寧君, 1403년 1월 28일 (1402년 음력 12월 26일) ~ 1467년 11월 5일(음력 9월 30일))은 조선의 왕족으로 태종의 5남이며 서차남이다. 어머니는 신빈 신씨이다.

## 생애
이름은 인(䄄)이고 자는 정경(整卿)이다. 1402년(태종 2년) 태종과 신빈 신씨(신녕궁주)의 장남으로 태어났다.
1413년(태종 13년) 정윤(正尹)에, 이듬해에는 원윤(元尹)에 봉해지면서 생모인 신씨 또한 신녕옹주에 책봉되었다.
1416년(태종 16년) 2월 2일 병조 참판(兵曹參判) 최사강(崔士康)의 딸과 혼인하여 1남 2녀를 두었다. 
1417년(태종 17년) 공녕군(恭寧君)에 봉해졌다.
1429년(세종 11년) 왕명을 받아 명나라에 사신으로 갔으며 당시 황제인 선덕제에게 금·은의 세공(歲貢)의 면제를 허락받았다.
1430년 1월 (세종 12년) 정1품상 대광보국 숭록대부(大匡輔國崇祿大夫) 공녕군이 되었고, 배위 최씨는 전주군부인으로 진봉되었다.
1433년(세종 15년) 군호가 홍녕군(弘寧君)과 비슷하고 태종의 시호인 공정(恭定)을 피하여 함녕군으로 개봉(改封)되었다.
1467년(세조 13년) 졸하였으며 시호는 양정(襄靖)이다.

## 성품과 일화
성품이 활달하고 언변이 뛰어났다고 한다.
1429년(세종 11) 계품사로서 명나라 북경에 가서 금은의 세공을 면제 받고 돌아올 때 선덕 황제가 함녕군이인에게 중국 비단옷 4벌과 표리(表裏) 10필을 비롯하여 금대(金帶) · 서대(犀帶) 각각 1개씩과 은화(銀貨) 1백 냥 등을 선물로 주었는데, 당시 명나라에서 조선의 사신은 물소뿔로 만든 서대를 허리에 찰 수가 없었는데, 함녕군이 이것을 받자마자 바로 착용하였기 때문에 그때부터 우리나라 사신들도 중국에서 물소뿔 관대를 찰 수 있게 되었다.
외국 사신들이 북경에 오면, 회동관(會同館)에 머물고, 조선의 사신은 옥하관(玉河館)에 머물렀는데, 활을 일상 사용하는 달자(達子)의 사신들이 태감윤봉에게 요청하기를, “조선 사신 함녕군이 활을 잘 쏜다는 말을 들었는데, 특별히 강궁(強弓)을 가지고 한번 시합하기를 청합니다.” 하였으므로, 함녕군 인이 이를 흠쾌히 승낙하고, 회동관으로 가서 활쏘기 시합을 했다. 함녕군 인이 강궁을 힘껏 당겨서 활을 쏠 때마다 백발백중으로 과녁을 맞혔으므로, 시합을 구경하던 외국 사신들과 달자 사신들이 모두 탄복하였다.
함녕군 일행은 4개월 이상 명나라에 머물면서 금은을 면공한다는 명나라의 칙서를 받아 가지고 그해 12월 말에 돌아왔다. 세종은 크게 기뻐하여, 세자와 문무백관을 거느리고 모화관으로 나가서 사신 일행을 맞이하였다. 이어 경회루에서 큰 잔치를 베풀고 그 공로를 포상하였는데, 함녕군은 논 80결과 노비 8명을 하사 받았다.
명나라 태조주원장(朱元璋)은 『대명회전(大明會典)』에 주변의 80여 나라에게 각 나라의 특산물을 예물(禮物)의 형식으로 명나라 황제에게 바치도록 규정하였다. 조선은 금은 · 나전칠기 · 흰 비단 · 각색 모시 · 용무늬 대자리 · 각색 화문석(花紋席) · 표피(豹皮) · 수달피 · 붓 · 조선 종이 · 인삼 · 종마(種馬)의 12가지였는데, 그 중에서 가장 부담하기가 어려운 것이 해마다 황금 1백 50냥과 백은 7백냥을 명나라 에 보내는 것이었다. 이것은 원나라 때부터 고려에 부과하였는데, 조선에서는 금은이 본국의 토산품이 아니라는 이유로 면공하고 다른 토산물로 대체하도록 명나라에 요청한 지 오래 되었는데, 1429년(세종 11) 함녕군 인이 선덕제에게 주청하여 마침내 성공하였던 것이다. 함녕군 인은 조선 외교사에서 가장 큰 문제였던 <금은 면공>과 <종계변무(宗系辨誣)> 2대 과제 중에서 금은의 면공을 이루어 조선 외교사에서 큰 업적을 이루었다고 할 수 있다. 세종이 금은의 면공을 주청하는 계품사에 이복 동생 함녕군 인을 임명한 것은 그의 외교적 수완과 조리 있는 언변을 높이 평가하였던 결과이다.
1452년 단종이 즉위하고 사정전(思政殿)에서 종친들을 인견(引見)하고 하사품을 내려줄 때 함녕군도 입시(入侍)하였다.
1453년(단종 1) 2월 세조가 명나라에 가서 예부의 자문(咨文)을 받아 가지고 돌아와서 복명하니, 단종이 연회를 베풀어 세조를 위로할 때 함녕군도 연회에 자리를 같이 하였다. 같은 해 5월 세조가 단종의 혼인을 서두를 때 종친들과 함께 단종에게 왕비를 맞이하도록 청하였다.
1454년(단종 2) 단종이 함녕군에게 말 1필을 내려 주었다.

## 가족 관계
- 아버지 : 태종(太宗, 1367 ~ 1422)
- 어머니 : 신빈 신씨(信嬪 辛氏, ? ~ 1435)
- 부인 : 전주군부인 전주 최씨(全州郡夫人 全州崔氏) - 찬성 증 좌의정(贊成 贈 左議政) 최사강(崔士康, 1385 ~ 1443)의 딸
  - 장남 : 덕성군 민(德城君 敏, 1430 ~ 1473)
  - 며느리 : 능선군부인 구씨 - 능성 구씨 참의(參議) 구신충(具信忠)의 딸
    - (양)손자 : 팔계군 정(八溪君 停, 1445 ~ ?) - 임영대군의 4남
    - 며느리 : 파평 윤씨 - 파원부원군(坡原府院君) 윤여필(尹汝弼)의 딸
    - 며느리 : 문화 류씨 - 사의(司議) 류종수(柳宗秀)의 딸

  - 장녀 : 파평 윤씨 윤오(尹塢)의 처
    - 손자 : 판관(判官) 윤여림(尹汝霖)
    - 손녀 : 재령 이씨 참판(參判) 이맹현(李孟賢)의 처
    - 손녀 : 창녕 성씨 교리(校理) 성희증(成希曾)의 처
    - 손녀 : 양성 이씨 판관(判官) 이익(李益)의 처

  - 차녀 : 조졸